# Blechnum inflexum
Blechnum inflexum là một loài dương xỉ trong họ Blechnaceae. Loài này được Kuhn mô tả khoa học đầu tiên.